# Huvudsjön (sjö i Finland)
Huvudsjön är en sjö i Finland. Den ligger i kommunen Pedersöre i landskapet Österbotten, i den centrala delen av landet, 400 km norr om huvudstaden Helsingfors. Huvudsjön ligger 52,8 meter över havet. Arean är 1,13 kvadratkilometer och strandlinjen är 6,78 kilometer lång. Sjön  ingår i Esse å huvudavrinningsområde.   I omgivningarna runt Huvudsjön växer i huvudsak blandskog.